# Satyrus anthe
Satyrus anthe är en fjärilsart som beskrevs av Ferdinand Ochsenheimer 1807. Satyrus anthe ingår i släktet Satyrus och familjen praktfjärilar. Inga underarter finns listade.